# Hyōga en el país de los hielos
Natassia del país de los hielos ( Kōri no kuni no Natassia?), también conocido en español como Hyōga en el país de los hielos, es una historia corta del manga de Saint Seiya. publicada al final del volumen 13 de la recopilación tankoubon de Saint Seiya entre el primer capítulo Santuario y el segundo capítulo Poseidón. 
La segunda temporada del anime, Asgard, se basó en esta historia.

## Argumento
Sinigrado (Blue Graad en la versión original), es una antigua ciudad cuyos guerreros formaban un poderoso ejército que controlaba las regiones boreales durante la era mitológica.
Cerca a este lugar, Hyōga, Santo de bronce del Cisne, es citado a presentarse. Allí se aparecen ante él los Guerreros azules comandados por Alexer, hijo de Piotr gobernante de Sinigrado. Alexer solicita a Hyōga que se una al grupo de los Guerreros azules, sin embargo Hyōga rehúsa y es derrotado por la técnica más poderosa de Alexer, el Impulso azul.
En los calabozos de Sinigrado, Hyōga despierta y se encuentra con una bella joven quien se presenta como Natassia, hija de Piotr y por ende, hermana de Alexer. Le cuenta a Hyōga que hace cinco años Alexer fue desterrado de Sinigrado debido a sus intenciones de hacer la guerra con el objetivo de conquistar las tierras del sur, ideales completamente opuestos a los de su padre Piotr, quien era considerado un hombre de paz. Ahora Alexer ha regresado con los Guerreros azules, dispuesto a cumplir con sus objetivos.
Lamentablemente, mientras Natassia relata estos hechos a Hyōga, Alexer da muerte a Piotr. Afortunadamente el pequeño Jakov, amigo de Hyōga, logra infiltrarse en la prisión de Hyōga llevándole su armadura. Alexer va a la celda de Hyōga, para pedirle una vez más que se una a él a lo que este reitera su negativa. Hyōga trata de hacerle desistir en sus planes de matar a su padre, pero Alexer le confirma que es demasiado tarde y lo deja en manos de los guerreros azules.
Hyōga se libera de sus cadenas y acaba con los guerreros azules y se enfrenta con Alexer. Esta vez el aire frío de Hyōga es más fuerte y derriba a Alexer con su Polvo de diamante. Alexer trata de contraatacar con su Impulso azul, pero esta vez Hyōga lo detiene con una sola mano. Finalmente Hyōga derrota por completo a Alexer con la Ejecución de la Aurora.
Jakov trae noticias de Natassia, quien ha salido al exterior, poniendo en peligro su vida debido a las bajas temperaturas. Hyōga y Alexer acuden de inmediato y encuentran a Natassia congelada en una gran glaciar. Hyōga destruye el glaciar, salva a Natassia, y perdona la vida a Alexer, quien se arrepiente de sus actos.
Hyōga le comenta a Alexer que su madre también se llamaba Natassia.
- Datos: Q5391140